# Reprezentacja Indii w piłce nożnej mężczyzn
Reprezentacja Indii w piłce nożnej została powołana do życia w 1937 roku, gdy kraj ten był kolonią Wielkiej Brytanii, ale dopiero po uzyskaniu niepodległości w 1948 została przyjęta do FIFA i od tej chwili mecze Indii uważa się za oficjalne.
W dwa lata po przyjęciu reprezentacja po raz pierwszy brała udział w eliminacjach do Mistrzostw Świata (1950). Co więcej, jej grupowi rywale – Mjanma, Indonezja i Filipiny – wycofali się z rozgrywek jeszcze przed rozpoczęciem eliminacji, co dawało Indiom automatyczny awans bez rozgrywania jakiegokolwiek meczu. Ostatecznie jednak Indie również zrezygnowały z udziału w mistrzostwach po nakazie FIFA, by wszyscy piłkarze nosili sportowe buty (niektórzy z indyjskich zawodników chcieli grać boso). Do Brazylii na finały MŚ nie pojechała więc żadna drużyna z Azji, a od tamtej pory Indie nigdy nie zdołały uzyskać kwalifikacji na mundial.
Do tej pory największym sukcesem indyjskiej kadry jest drugie miejsce w Pucharze Azji wywalczone w 1964 roku, gdy uległa ona jedynie reprezentacji gospodarzy tego turnieju, Izraelowi.
Reprezentacja Indii zajęła czwarte miejsce na Igrzyskach olimpijskich w 1956 roku, brała także udział w olimpiadach w 1948, 1952 i ostatni raz w 1960.
Ostatnim selekcjonerem reprezentacji Indii był Stephen Constantine, który zrezygnował po Pucharze Azji 2019.

## Udział wMistrzostwach Świata
- 1930 – 1938 – Nie brały udziału (nie były członkiem FIFA)
- 1950 – Wycofały się z udziału
- 1954 – 1970 – Nie brały udziału
- 1974 – 2026 – Nie zakwalifikowały się

## Udział wPucharze Azji
- 1956 – Nie brały udziału
- 1960 – Nie zakwalifikowały się
- 1964 – II miejsce
- 1968 – Nie zakwalifikowały się
- 1972 – 1980 – Nie brały udziału
- 1984 – Faza grupowa
- 1988 – 2007 – Nie zakwalifikowały się
- 2011 – Faza grupowa
- 2015 – Nie zakwalifikowały się
- 2019 – Faza grupowa
- 2023 – Awans